# WRESAT
WRESAT（Weapons Research Establishment Satellite）はオーストラリア初の人工衛星。名前は製造元のWeapons Research Establishmentに由来する。重量45kg、高さ1.59m、底面の直径1.76mの三角錐形で、電力源はバッテリーのみだった。
1967年11月29日、アメリカから提供されたスパルタによって打ち上げられ、太陽放射や大気圏上層を観測し、5日間データを送信した。この衛星はロケットの3段目と接続したままであり、それを含めた全長は2.17m。
1968年1月10日、大気圏再突入。